# Coupe de France 1997/98
Het seizoen 1997/98 was het 81e seizoen van de Coupe de France in het voetbal. Het toernooi werd georganiseerd door de Franse voetbalbond.
Dit seizoen namen er 6106 clubs deel. De competitie ging in de zomer van 1997 van start en eindigde op 2 mei 1998 met de finale in het Stade de France in Saint-Denis. De finale werd gespeeld tussen Paris Saint-Germain (voor de zesde keer finalist) en RC Lens (voor de derde keer finalist). Paris Saint-Germain veroverde voor de vijfde keer de beker door RC Lens met 2-1 te verslaan.
Als bekerwinnaar vertegenwoordigde Paris Saint-Germain Frankrijk in de Europacup II 1998/99.

## Uitslagen

### 1/32 finale
De 18 clubs van de Division 1 kwamen in deze ronde voor het eerst in actie. De wedstrijden werden op 16, 17, 18 en 28 januari gespeeld.
 * = thuis; ** acht wedstrijden werden op neutraal terrein gespeeld. 
| Winnaar               | Uitslag      | Verliezer                   |
| --------------------- | ------------ | --------------------------- |
| Paris Saint-Germain   | 3-1          | Thouars Foot 79 **          |
| RC Lens *             | 2-1          | Le Havre AC                 |
| EA Guingamp           | 5-1          | Thionville FC *             |
| Olympique Lyon        | 2-0          | FC Saint-Denis Saint-Leu ** |
| AS Monaco             | 2-1 nv       | Dijon FCO *                 |
| SM Caen *             | 1-0          | Toulouse FC                 |
| FC Mulhouse           | 2-0          | FC Champagnole *            |
| FC Bourg-Péronnas *   | 4-2          | FC Villefranche             |
| Pau FC *              | 0-0 ns (4-2) | Fontenay Vendée Football    |
| UFC Pays d’Argentan   | 2-0          | US Vermelles **             |
| Sporting Toulon Var * | 4-2 nv       | OGC Nice                    |
| FC Istres             | 0-0 ns (5-3) | ES Grau-du-Roi *            |
| Olympique Marseille   | 3-0          | FC Sète **                  |
| FC Sochaux            | 2-1          | SO Châtellerault *          |
| AS Cannes *           | 2-0          | ASOA Valence                |
| FC Metz               | 1-1 ns (4-2) | Le Mans UC *                |

| Winnaar                      | Uitslag      | Verliezer                      |
| ---------------------------- | ------------ | ------------------------------ |
| FC Lorient                   | 4-0          | FC Vitré *                     |
| SA Épinal *                  | 2-1          | RC Strasbourg                  |
| ES Wasquehal                 | 2-0          | US Jeanne d'Arc Carquefou *    |
| AS Angoulême Charentes       | 3-1          | Stade Laval *                  |
| Girondins Bordeaux           | 7-1          | CM Aubervilliers **            |
| FC Nantes                    | 3-0          | Marsoins Brétignolles **       |
| AJ Auxerre                   | 2-1          | ES Segré Haut-Anjou **         |
| Montpellier HSC *            | 3-0          | Stade Reims                    |
| Olympique Alès en Cévennes * | 3-0          | AFC Aurillac                   |
| CS Sedan *                   | 3-1 nv       | CS Louhan-Cuiseaux             |
| AS Nancy                     | 1-0          | Olympique Grand Rouen *        |
| Stade Rennes *               | 1-0          | LB Châteauroux                 |
| US Boulogne *                | 2-0          | FC Saint-Lô Manche             |
| FC Trélissac                 | 1-1 ns (5-4) | AS Muret *                     |
| AS Beauvais Oise             | 3-2          | FCO Saint-Jean de La Ruelle ** |
| SC Bastia *                  | 1-0          | Chamois Niort FC               |

### 1/16 finale
De wedstrijden werden op 7 en 8 februari gespeeld.
 * = thuis; ** twee wedstrijden werden op neutraal terrein gespeeld. 
| Winnaar              | Uitslag | Verliezer                |
| -------------------- | ------- | ------------------------ |
| Paris Saint-Germain  | 1-0     | FC Lorient *             |
| RC Lens              | 2-0 nv  | SA Épinal *              |
| EA Guingamp          | 2-1     | ES Wasquehal **          |
| Olympique Lyon       | 2-0     | AS Angoulême Charentes * |
| AS Monaco *          | 1-0     | Girondins Bordeaux       |
| SM Caen *            | 1-0     | FC Nantes                |
| FC Mulhouse *        | 2-1 nv  | AJ Auxerre               |
| FC Bourg-Péronnas ** | 3-2     | Montpellier HSC          |

| Winnaar               | Uitslag      | Verliezer                  |
| --------------------- | ------------ | -------------------------- |
| Pau FC *              | 2-2 ns (5-4) | Olympique Alès en Cévennes |
| UFC Pays d’Argentan * | 0-0 ns (8-7) | CS Sedan                   |
| Sporting Toulon Var * | 2-0          | AS Nancy                   |
| FC Istres *           | 1-0          | Stade Rennes               |
| Olympique Marseille   | 1-0          | US Boulogne *              |
| FC Sochaux            | 2-1          | FC Trélissac *             |
| AS Cannes *           | 3-1 nv       | AS Beauvais Oise           |
| FC Metz *             | 1-0          | SC Bastia                  |

### 1/8 finale
De wedstrijden werden op 27 en 28 februari gespeeld.
 * = thuis; ** twee wedstrijden werden op neutraal terrein gespeeld. 
| Winnaar             | Uitslag      | Verliezer              |
| ------------------- | ------------ | ---------------------- |
| Paris Saint-Germain | 1-0 nv       | Pau FC *               |
| RC Lens             | 3-1          | UFC Pays d’Argentan ** |
| EA Guingamp         | 1-1 ns (5-4) | Sporting Toulon Var *  |
| Olympique Lyon      | 1-0 nv       | FC Istres *            |

| Winnaar              | Uitslag      | Verliezer           |
| -------------------- | ------------ | ------------------- |
| AS Monaco *          | 2-0 nv       | Olympique Marseille |
| SM Caen              | 2-2 ns (6-5) | FC Sochaux *        |
| FC Mulhouse          | 2-0 nv       | AS Cannes *         |
| FC Bourg-Péronnas ** | 2-0          | FC Metz             |

### Kwartfinale
De wedstrijden werden op 20 (Guingamp-Mulhouse), 21 en 22 maart (Lyon-Bourg) gespeeld.
 * = thuis 
| Winnaar               | Uitslag | Verliezer         |
| --------------------- | ------- | ----------------- |
| Paris Saint-Germain * | 1-0     | AS Monaco         |
| RC Lens               | 2-1     | SM Caen *         |
| EA Guingamp *         | 1-0     | FC Mulhouse       |
| Olympique Lyon *      | 1-0     | FC Bourg-Péronnas |

### Halve finale
De wedstrijden werden op 11 (Lens-Lyon) en 12 april (St.Germain-Guingamp) gespeeld.
 * = thuis 
| Winnaar               | Uitslag | Verliezer      |
| --------------------- | ------- | -------------- |
| Paris Saint-Germain * | 1-0     | EA Guingamp    |
| RC Lens *             | 2-0     | Olympique Lyon |

### Finale
De wedstrijd werd op 2 mei 1998 gespeeld in het Stade de France in Saint-Denis voor 77.000 toeschouwers. De wedstrijd stond onder leiding van scheidsrechter Gilles Veissière.
| Winnaar                  | Uitslag | Finalist            |
| ------------------------ | ------- | ------------------- |
| Paris Saint-Germain      | 2-1     | RC Lens             |
| Raí 24' Marco Simone 53' |         | 83' Vladimír Šmicer |